# Caractère graphique

Quelques caractères graphiques fréquemment utilisés

Dans la norme ISO/CEI 646 (communément appelée ASCII) et les normes associées, notamment l'ISO 8859 et l'Unicode, un caractère graphique ou caractère imprimable (en anglais, graphic character) est tout caractère destiné à être écrit, imprimé ou autrement affiché sous une forme lisible par l'homme. En d'autres termes, il s'agit de tout caractère codé associé à un ou plusieurs glyphes.

## ISO/IEC 646
Dans la norme ISO/CEI 646, les caractères graphiques sont contenus dans les lignes 2 à 7 de la table de codes. Toutefois, deux des caractères de ces lignes, à savoir le caractère espace (SP) à la ligne 2, colonne 0 et le caractère d'effacement (DEL) à la ligne 7, colonne 15, nécessitent des mentions spéciales.
La norme ISO/CEI 646 considère que le caractère espace est à la fois un caractère graphique et un caractère de contrôle. Il peut avoir une forme visible ainsi qu’une fonction de contrôle (déplacement de la tête d’impression).
Le caractère d'effacement est strictement un caractère de contrôle, et non un caractère graphique. Ceci est vrai non seulement dans ISO/CEI 646, mais également dans toutes les normes associées, y compris Unicode. Cependant, de nombreux jeux de caractères modernes s’écartent de la norme ISO/CEI 646 et, par conséquent, un caractère graphique peut occuper la position initialement réservée au caractère d'effacement. 

## Caractères d'espacement et de non-espacement
La plupart des caractères graphiques sont des caractères d'espacement, ce qui signifie que chaque occurrence d'un tel caractère doit occuper une partie de la surface de la représentation graphique. Pour un téléscripteur ou une machine à écrire, cela implique le déplacement du chariot après la frappe d'un caractère d'espacement. Dans le contexte de l'affichage en mode texte, chaque caractère d'espacement occupe une boîte rectangulaire de taille égale ou parfois deux caractères adjacents, pour les caractères non alphabétiques des langues chinoise, japonaise et coréenne (CJC).